# Liste des plus hautes structures de Francfort

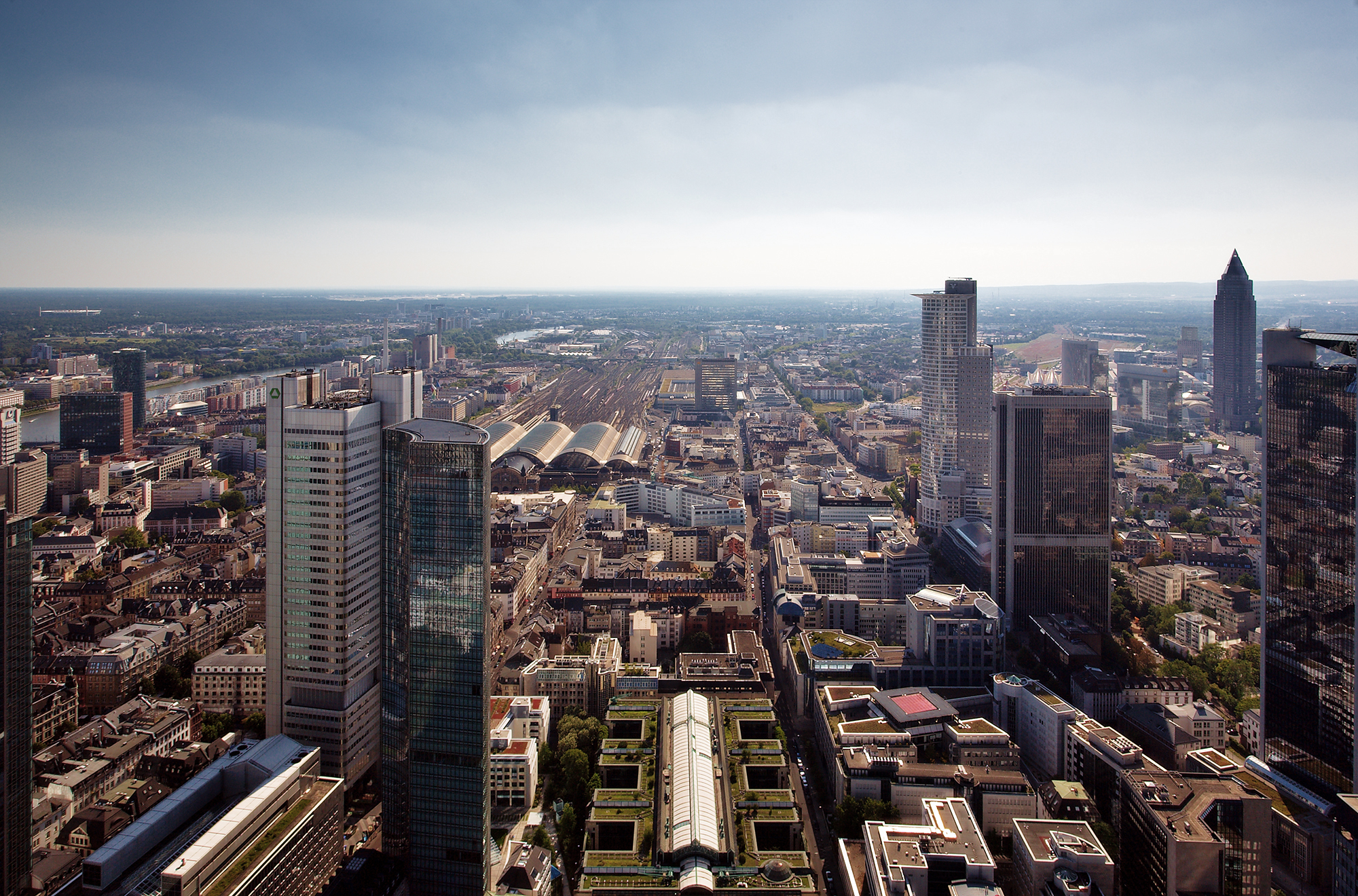
Les gratte-ciel de Westend

Cet article concerne une liste des plus hauts gratte-ciel de Francfort-sur-le-Main, cinquième ville d'Allemagne par sa population.

## Listes

### Bâtiments construits

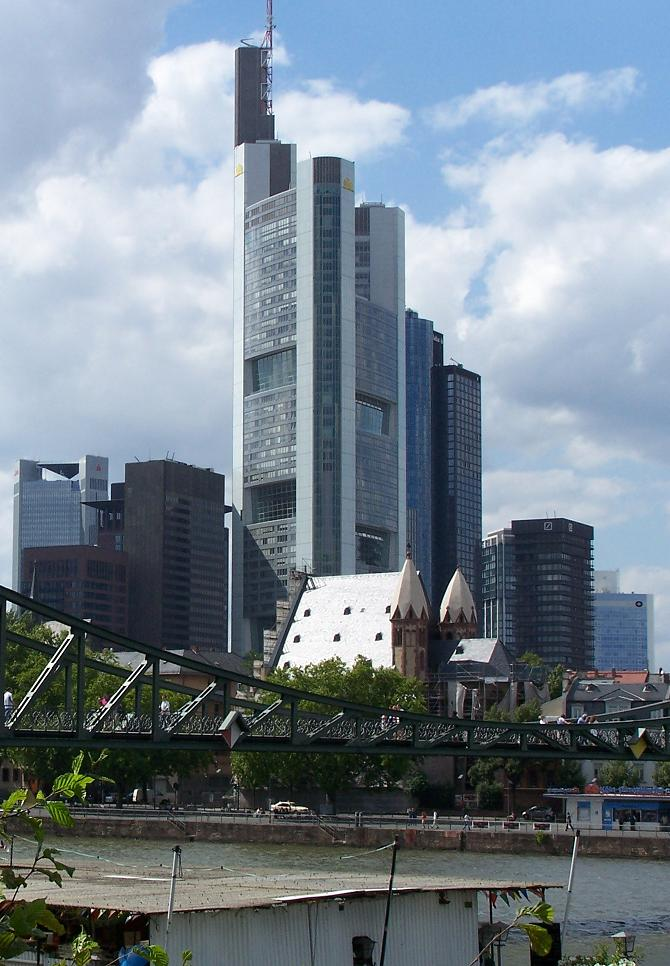
La Commerzbank Tower, le plus grand gratte-ciel de l'Union Européenne jusqu'à 2009.

| Rang | Nom                                 | Année | Utilisation        | Hauteur (m) | Étages | Localisation  |
| ---- | ----------------------------------- | ----- | ------------------ | ----------- | ------ | ------------- |
| -    | Europaturm                          | 1979  | Télécommunications | 337         | -      |               |
| 1    | Commerzbank Tower                   | 1997  | Bureaux            | 259         | 58     | Bankenviertel |
| 2    | MesseTurm                           | 1990  | Bureaux            | 256         | 55     |               |
| 3    | Westendstraße 1                     | 1993  | Bureaux            | 208         | 53     | Bankenviertel |
| 4    | Tower 185                           | 2011  | Bureaux            | 204         | 55     |               |
| 5    | Main Tower                          | 1999  | Bureaux            | 200         | 55     | Bankenviertel |
| 6    | ONE                                 | 2022  | Bureaux            | 191         | 49     |               |
| 7    | Omniturm                            | 2019  | Mixte              | 190         | 45     | Bankenviertel |
| 8    | Trianon                             | 1993  | Bureaux            | 186         | 45     | Bankenviertel |
| 9    | Neubau der Europäischen Zentralbank | 2014  | Bureaux            | 185         | 45     |               |
| 10   | Grand Tower (Frankfurt am Main)     | 2020  | Habiter            | 180         | 47     |               |
| 11   | TaunusTurm                          | 2014  | Bureaux            | 170         | 40     | Bankenviertel |
| 12   | OpernTurm                           | 2009  | Bureaux            | 170         | 43     | Bankenviertel |
| 13   | Silver Tower                        | 1978  | Bureaux            | 166         | 32     |               |
| 14   | WestendGate                         | 1976  | Bureaux            | 159         | 47     |               |
| 15   | Deutsche Bank I                     | 1984  | Bureaux            | 158         | 40     | Bankenviertel |
| 16   | Deutsche Bank II                    | 1984  | Bureaux            | 155         | 38     | Bankenviertel |
| 17   | Marienturm                          | 1984  | Bureaux            | 155         | 38     | Bankenviertel |
| 18   | Skyper                              | 2004  | Bureaux            | 154         | 38     |               |

### En projet
| Nom                    | Utilisation | Hauteur (m) | Localisation  | Statut          | Date de livraison prévue | Architecte             |  |
| ---------------------- | ----------- | ----------- | ------------- | --------------- | ------------------------ | ---------------------- |  |
| Millennium Tower A     | Bureaux     | 400         | Europaviertel | Projet proposé  | inconnue                 | Ferdinand Heide        |  |
| Four 1                 | Bureaux     | 233         | Bankenviertel | En construction | inconnue                 | UN Studio              |  |
| Central Business Tower | Bureaux     | 205         | Bankenviertel | En construction | inconnue                 |                        |  |
| Hochhaus Neue Oper     | Bureaux     | 190         | Bankenviertel | Projet proposé  | inconnue                 |                        |  |
| Neue DZ-Bank           | Bureaux     | 175         |               | Projet proposé  | inconnue                 |                        |  |
| Das Präsidium          | Bureaux     | 175         |               | Projet proposé  | inconnue                 | Albert Speer & Partner |  |
| Four 2                 | Bureaux     | 173         | Bankenviertel | En construction | inconnue                 | UN Studio              |  |
| Millennium Tower A     | Bureaux     | 157         | Europaviertel | Projet proposé  | inconnue                 | Ferdinand Heide        |  |